# Oas
För andra betydelser, se Oas (olika betydelser).

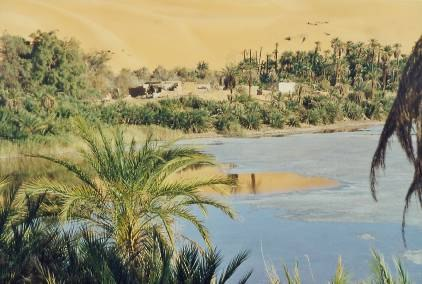
Oas i Libyen.

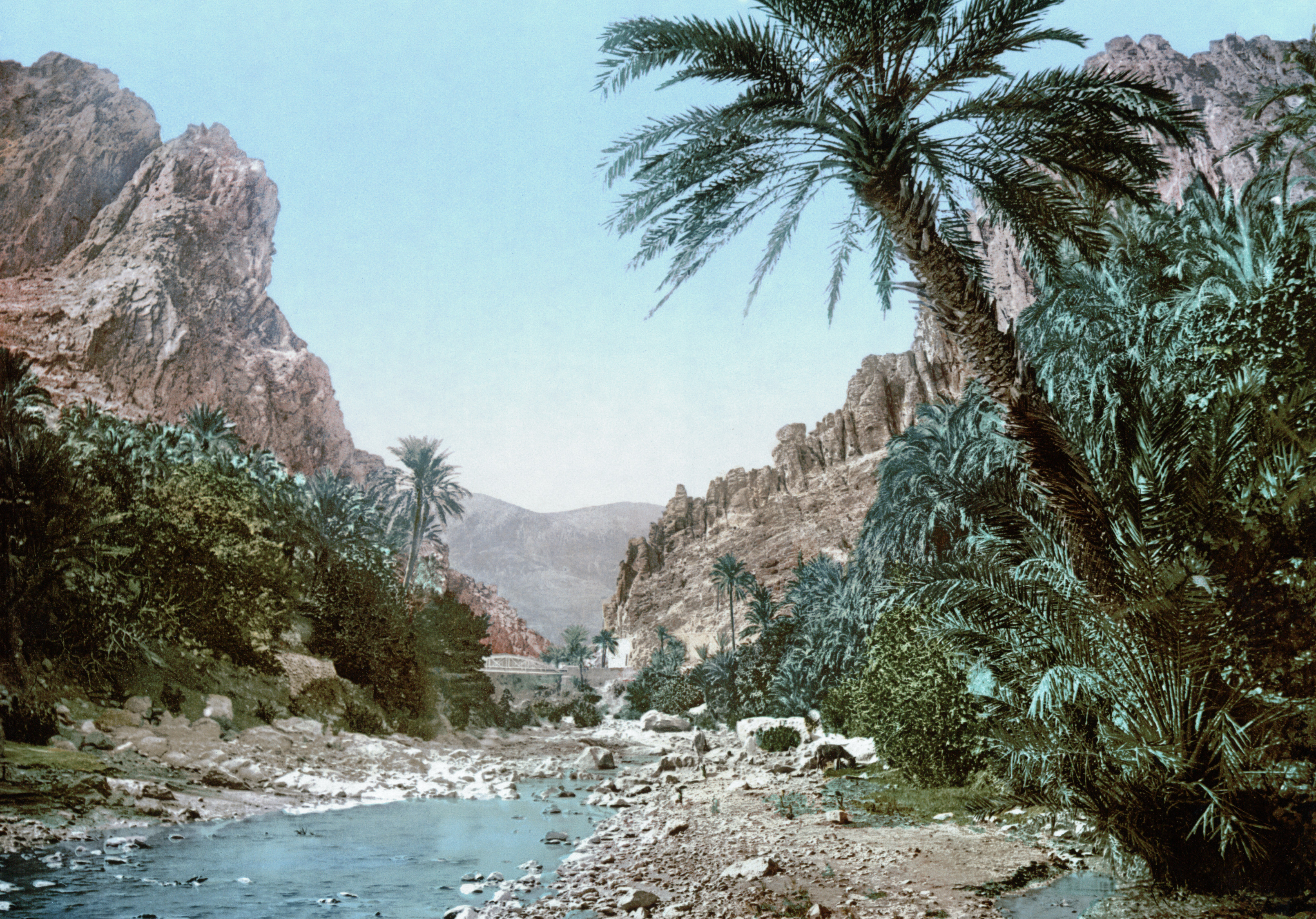
El Kantara i Algeriet.

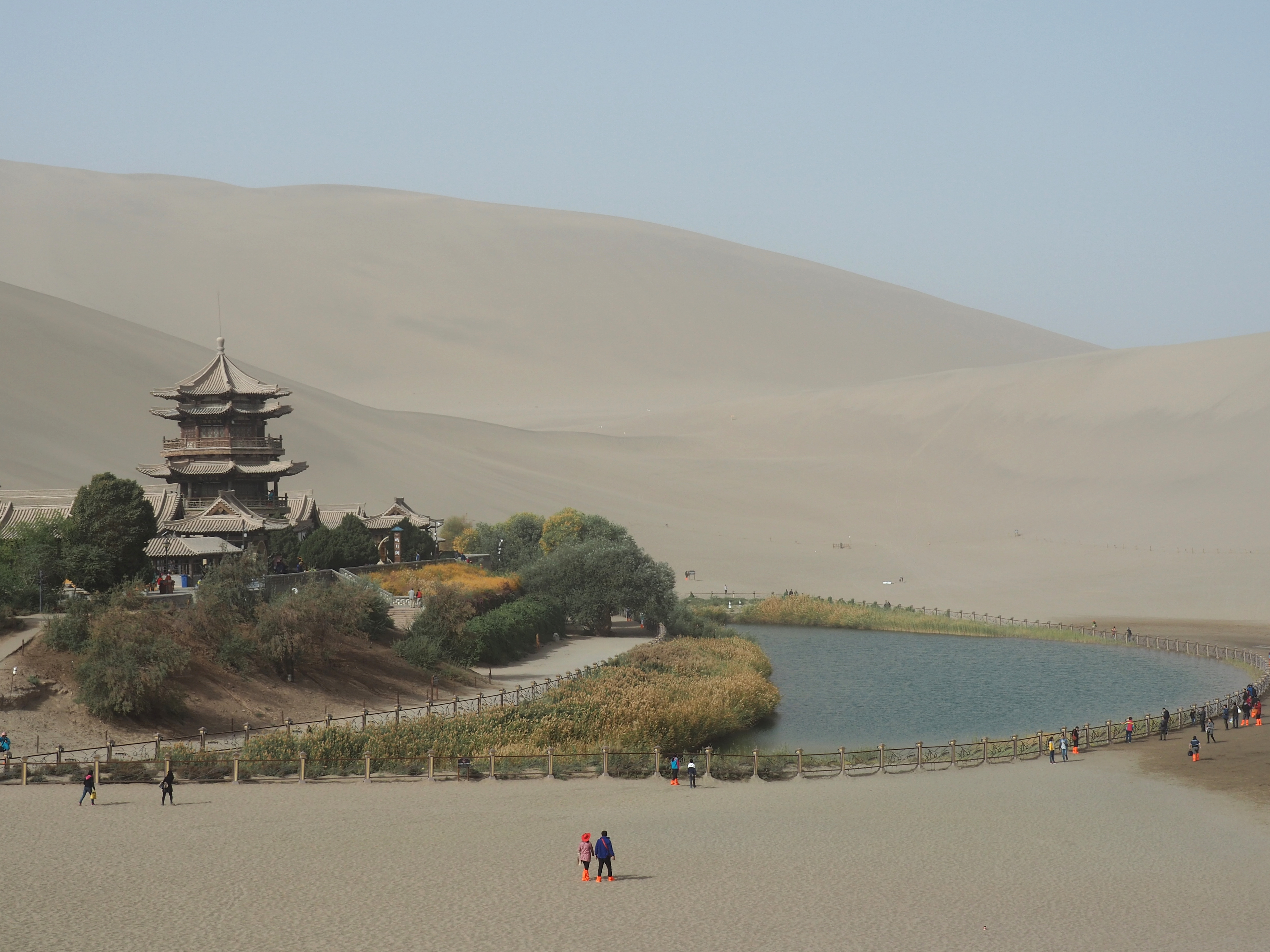
Oas i Gobiöknen.

En oas är ett grönskande och bördigt område i en öken, vilket uppstår tack vare lokalt god tillgång till sötvatten. En oas uppkommer kring en vattenkälla, där grundvatten når markytan.
De har mycket omväxlande växt- och djurliv, beroende på skiftningar i klimatet och tillgången på vatten, men också beroende på mänsklig påverkan i och med att nästan alla oaser utnyttjas av människor. En oas behöver nödvändigtvis inte enbart vara en liten vattenkälla med några palmer utan kan vara flera kilometer lång, exempelvis Nilens bördiga dal genom öknar i Sudan och Egypten.
Ordet oas kom till svenskan och andra europeiska språk från grekiskans ὄασις (oasis), ett ord som lånats direkt från egyptiskans wḥ3t eller demotiskans wḥỉ. Det är däremot inte lånat från det koptiska ordet ouaḥe (* / waħe /) som ofta hävdas, eftersom det grekiska ordet har funnits i århundraden innan koptiska fanns som skriftspråk.